# Église de l'Archiconfrérie des Santissimi Apostoli Pietro e Paolo Basacoena
L'église de l'archiconfrérie des Santissimi Apostoli Pietro e Paolo Basacoena (autrefois église Santa Maria del Soccorso) est une église du centre historique de Naples, située via Girardi dans les Quartiers Espagnols.

## Histoire
L'église remonte au début du XVIIe siècle. C'est en mars 1602 que Carlo Carafa accueille, après une messe célébrée en l'église Santa Maria ad Ogni Bene dei Sette Dolori, une femme pieuse, Caterina Valente, et ses compagnes dans une maison donnée par Ortensio Magnocavallo. En 1611, un don de sept mille cinq cents écus est offert, dont trois mille servent à l'acquisition de l'édifice adjacent. Elles s'installent dans cet édifice qu'elles transforment en couvent pour accueillir des jeunes filles pieuses. Au début du XIXe siècle, les religieuses sont expulsées par les mesures de Joachim Murat et ne retournent plus dans leur couvent, emportant avec elles la précieuse icône de Notre-Dame du Bon Secours.
Après la restauration des Bourbons, Ferdinand Ier attribue l'église à l'archiconfrérie des Très-Saints-Apôtres-Pierre-et-Paul-Basacoena, dont elle prend le nom. La façade est refaite à cette époque.

## Description
La façade des années 1820 se présente selon deux ordres; pour le premier, deux paires de lésènes composites corinthiens flanquent le portail central, tandis que le second présente une grande fenêtre arquée.
L'intérieur conserve une nef avec des éléments purement baroques. Un tableau représente les saints titulaires de l'église.

## Source de la traduction
- (it) Cet article est partiellement ou en totalité issu de l’article de Wikipédia en italien intitulé « Chiesa dell'Arciconfraternità dei Santissimi Apostoli Pietro e Paolo Basacoena » (voir la liste des auteurs).